# Andrew M. Allen
Andrew M. Allen, född 4 augusti 1955 i Philadelphia, Pennsylvania, är en amerikansk astronaut uttagen i astronautgrupp 12 den 5 juni 1987

## Rymdfärder
- STS-46
- STS-62
- STS-75